# Gai Quinti Cincinnat
Gai Quinti Cincinnat (en llatí: Gaius Quinctius Cincinnatus) va ser un polític romà. Formava part de la gens Quíntia, i era de la família dels Cincinnats.
Va ser elegit tribú consular l'any 377 aC juntament amb Gai Veturi Cras Cicurí, Servi Sulpici Rufus, Publi Valeri Potit Publícola, Luci Emili Mamercí i Luci Quint Cincinnat Capitolí. Aquell any els tribuns van fer la guerra contra els volscs i els llatins.